# Meurcé
Meurcé – miejscowość i gmina we Francji, w regionie Kraj Loary, w departamencie Sarthe.
Według danych na rok 1990 gminę zamieszkiwały 232 osoby, a gęstość zaludnienia wynosiła 38 osób/km² (wśród 1504 gmin Kraju Loary, Meurcé plasuje się na 1037. miejscu pod względem liczby ludności, natomiast pod względem powierzchni na miejscu 1150.).